# Kazakhstan Temir Zholy
Kazakhstan Temir Zholy abbreviato in KTZ (in kazako Қазақстан темір жолы?, Qazaqstan temir jolı) è una azienda ferroviaria del Kazakistan, interamente controllata dal governo, tuttavia a differenza di altri paesi non è monopolista in quanto il traffico è aperto anche a privati.
La KTZ ha ereditato la rete gestita in precedenza dalle Ferrovie Sovietiche, caratterizzate da scartamento largo (1.520 mm) ed estesa per circa 15.000 km.
KTZ è il più grande datore di lavoro nazionale con oltre 143.000 dipendenti, sulla sua rete circolano 80.000 vagoni, di cui oltre 50.000 di proprietà statale. Attualmente è in corso un progetto di elettrificazione di quasi tutta la rete, visto che fino a pochi anni fa quasi tutte le linee erano non elettrificate. La rete nazionale è collegata a tutti i paesi confinanti, quasi tutti i paesi confinanti adottano lo stesso scartamento (Russia, Kirghizistan, Uzbekistan, Turkmenistan) ma per il passaggio in Cina è necessario un cambio di scartamento poiché la rete cinese è a scartamento standard.
L'azienda è in attivo e nel 2008 ha fatturato oltre 400 miliardi di tenge (corrispondenti a quasi 4 miliardi di USD).

## Mappa della rete ferroviaria kazaka

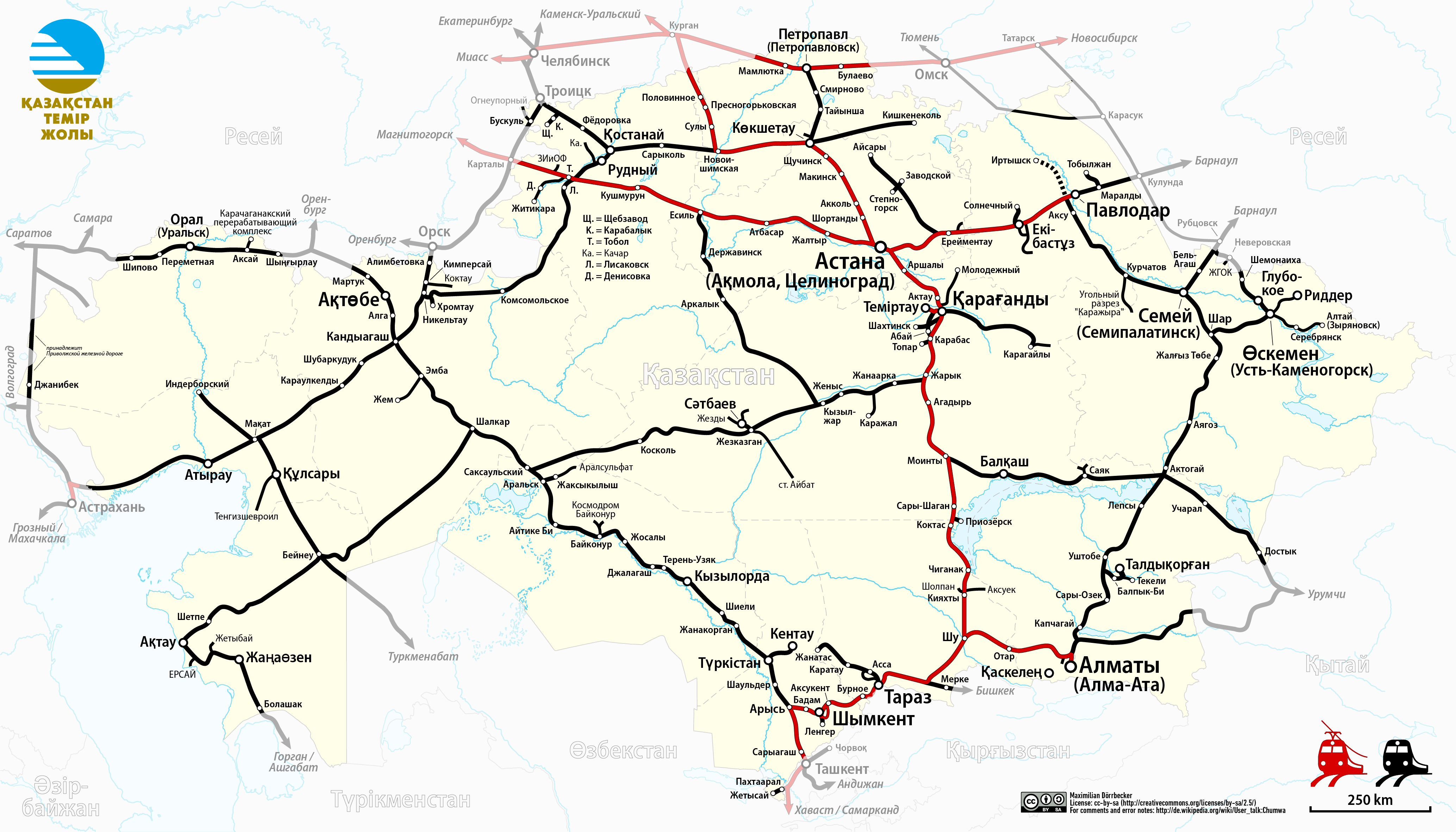
Rete ferroviaria del Kazakistan

## Materiale rotabile

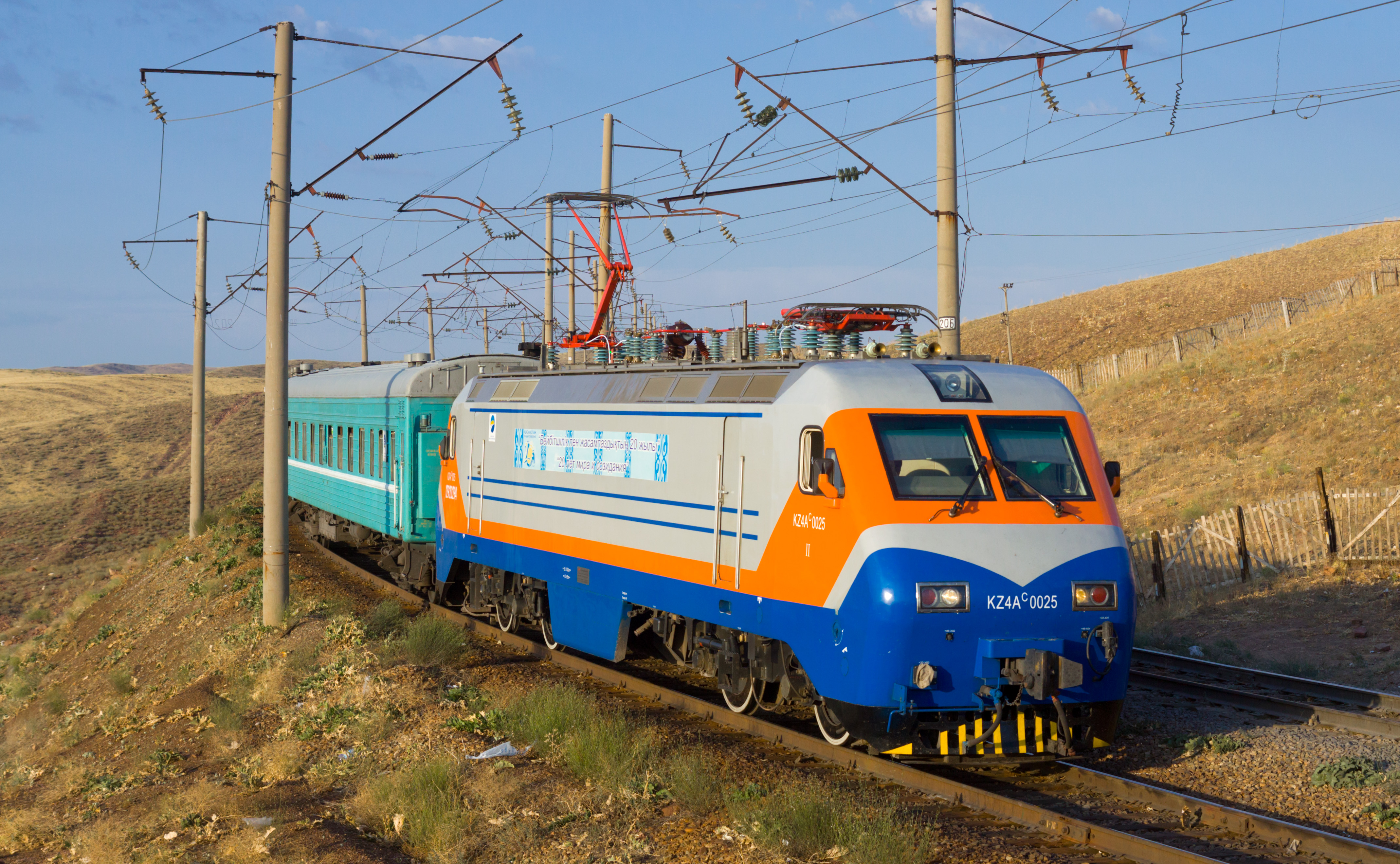
KZ4A

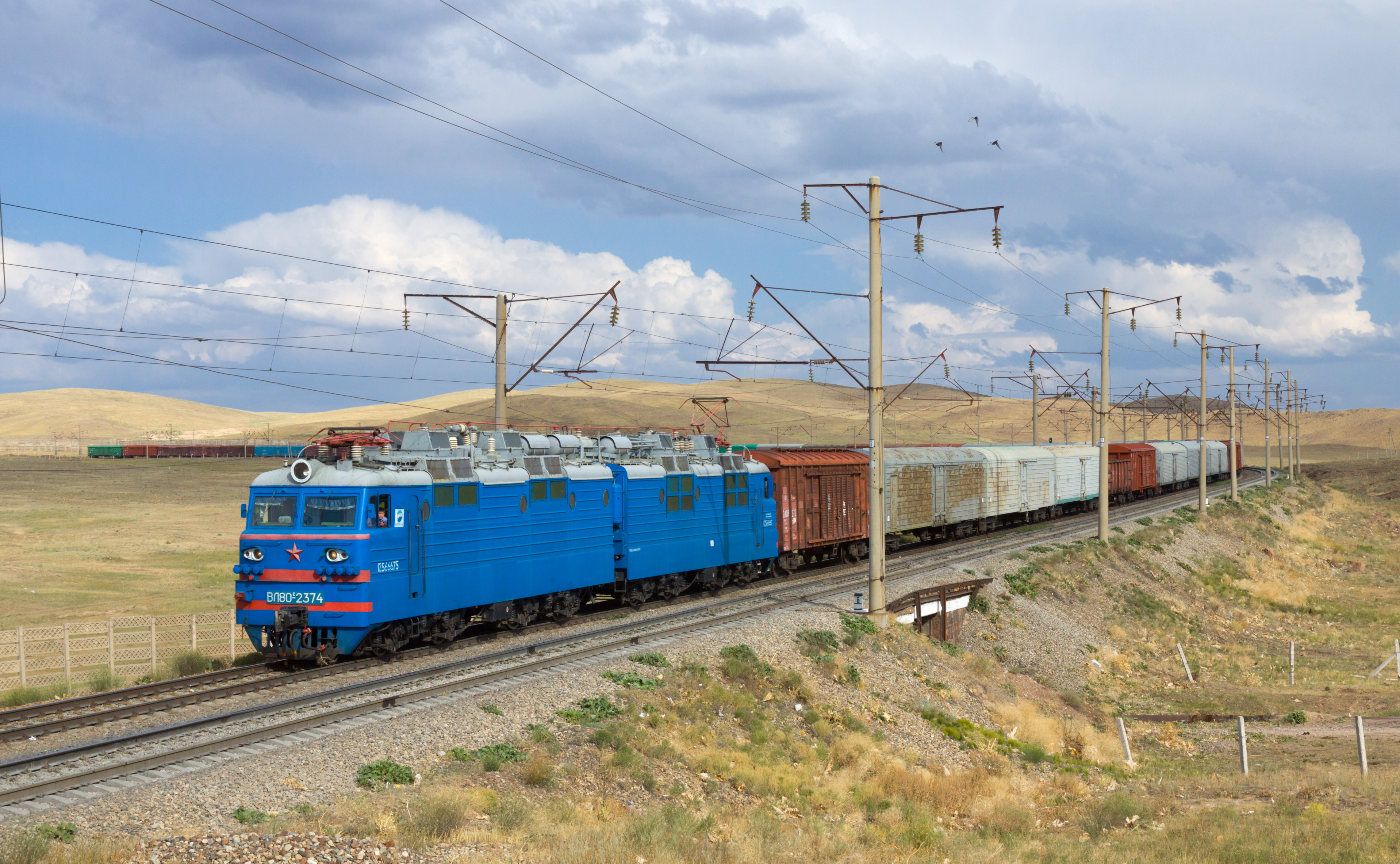
VL80

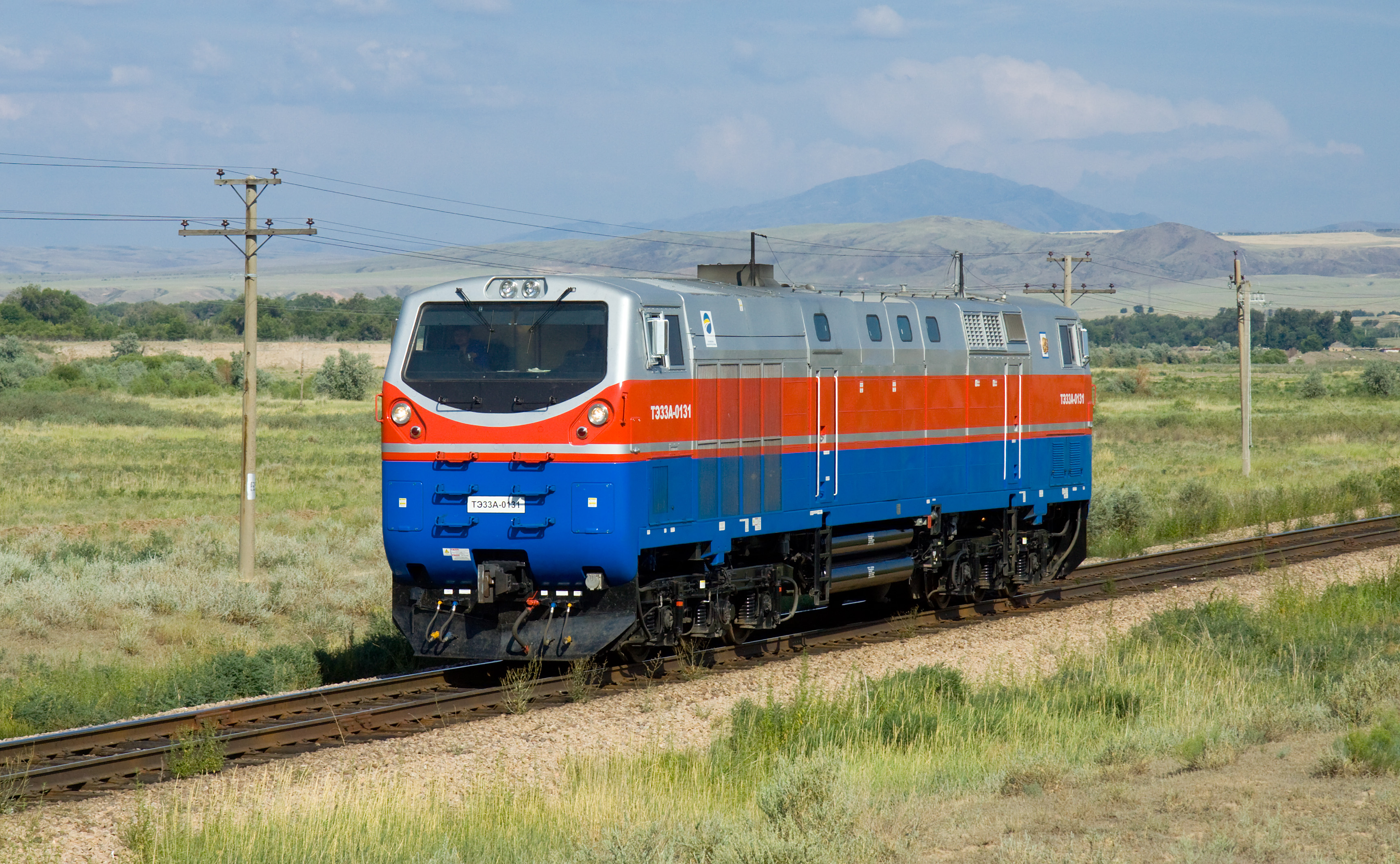
TE33A "GE Evolution"

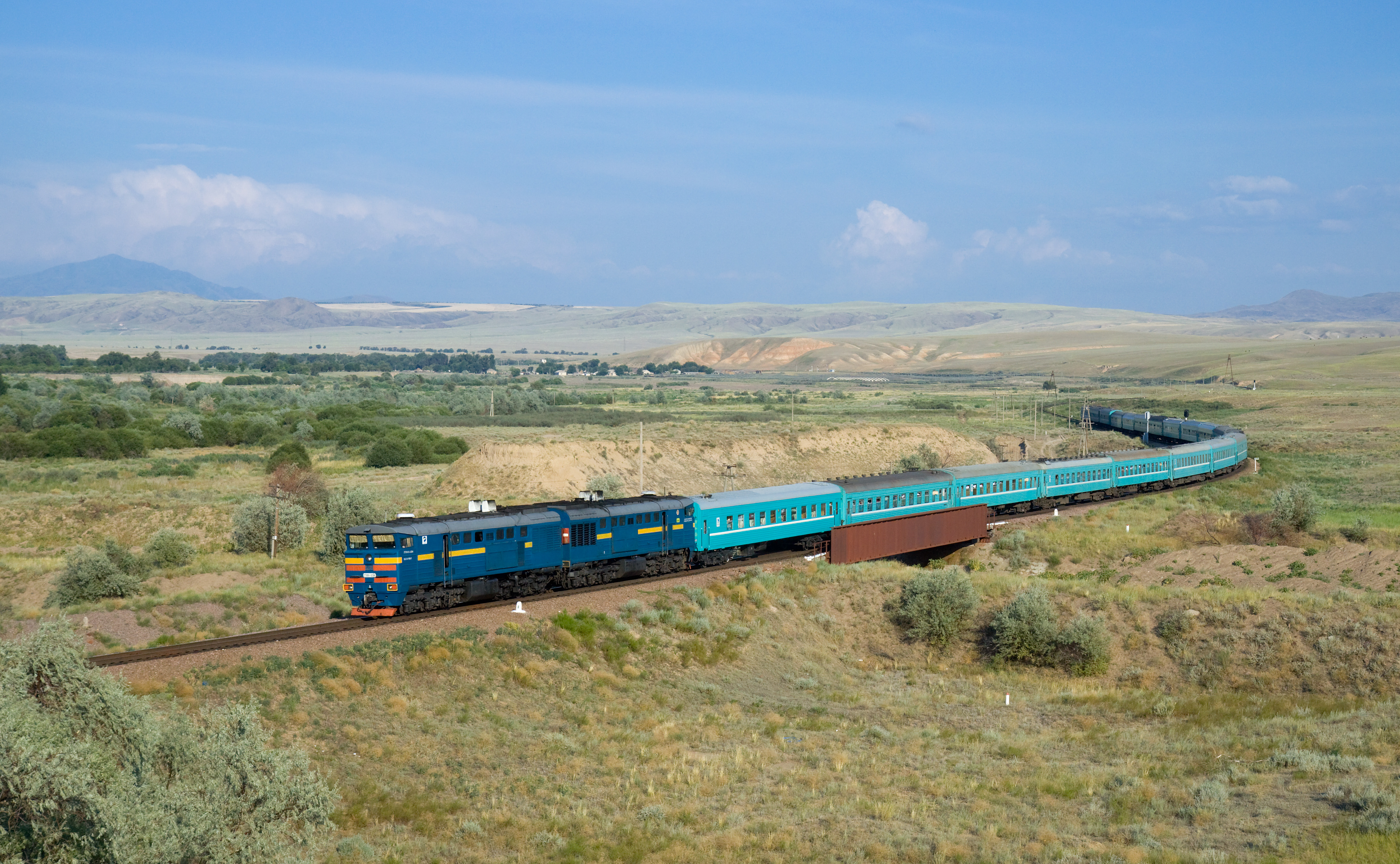
2TE10U con il treno 22 Qyzylorda - Semej

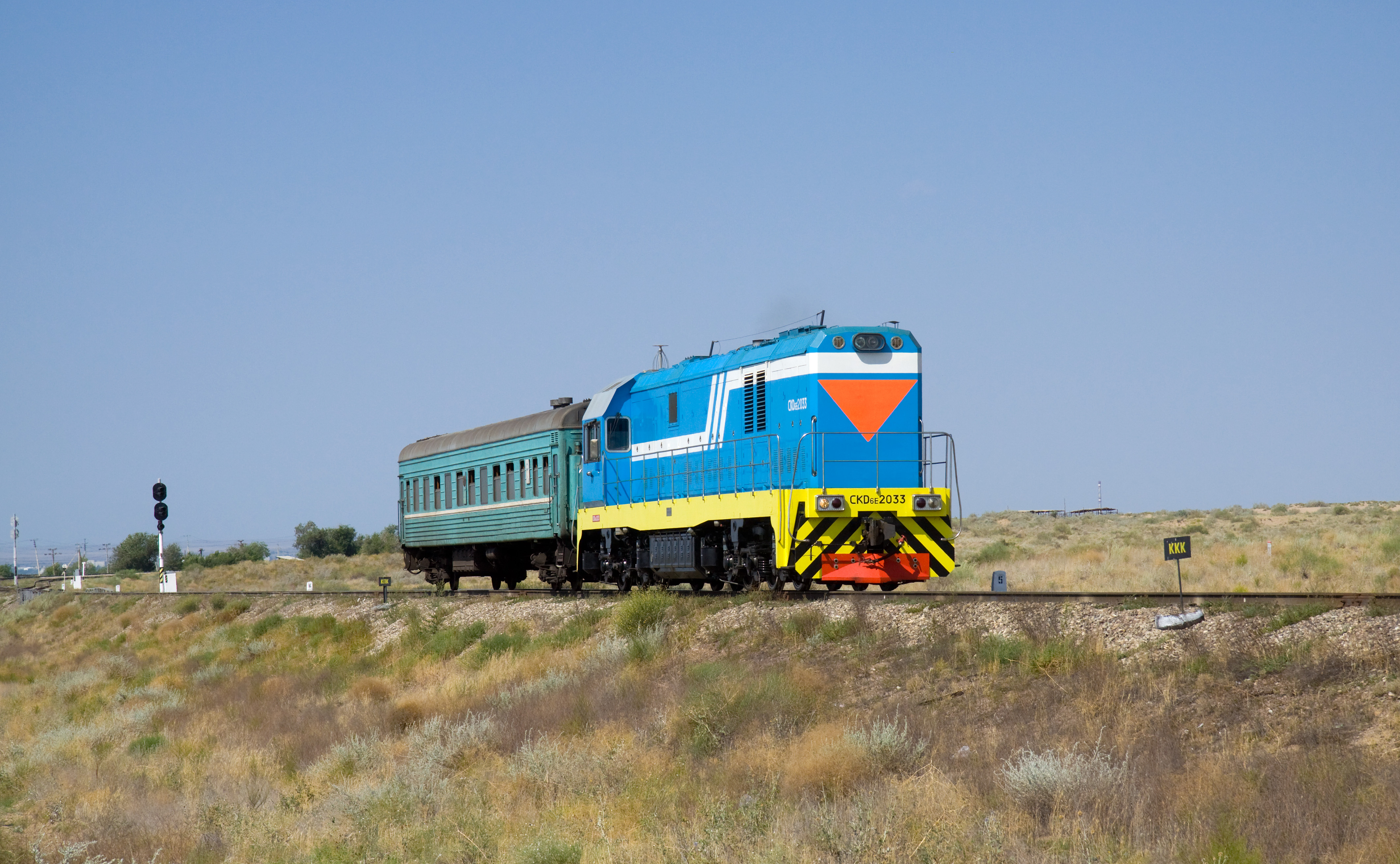
CKD6E

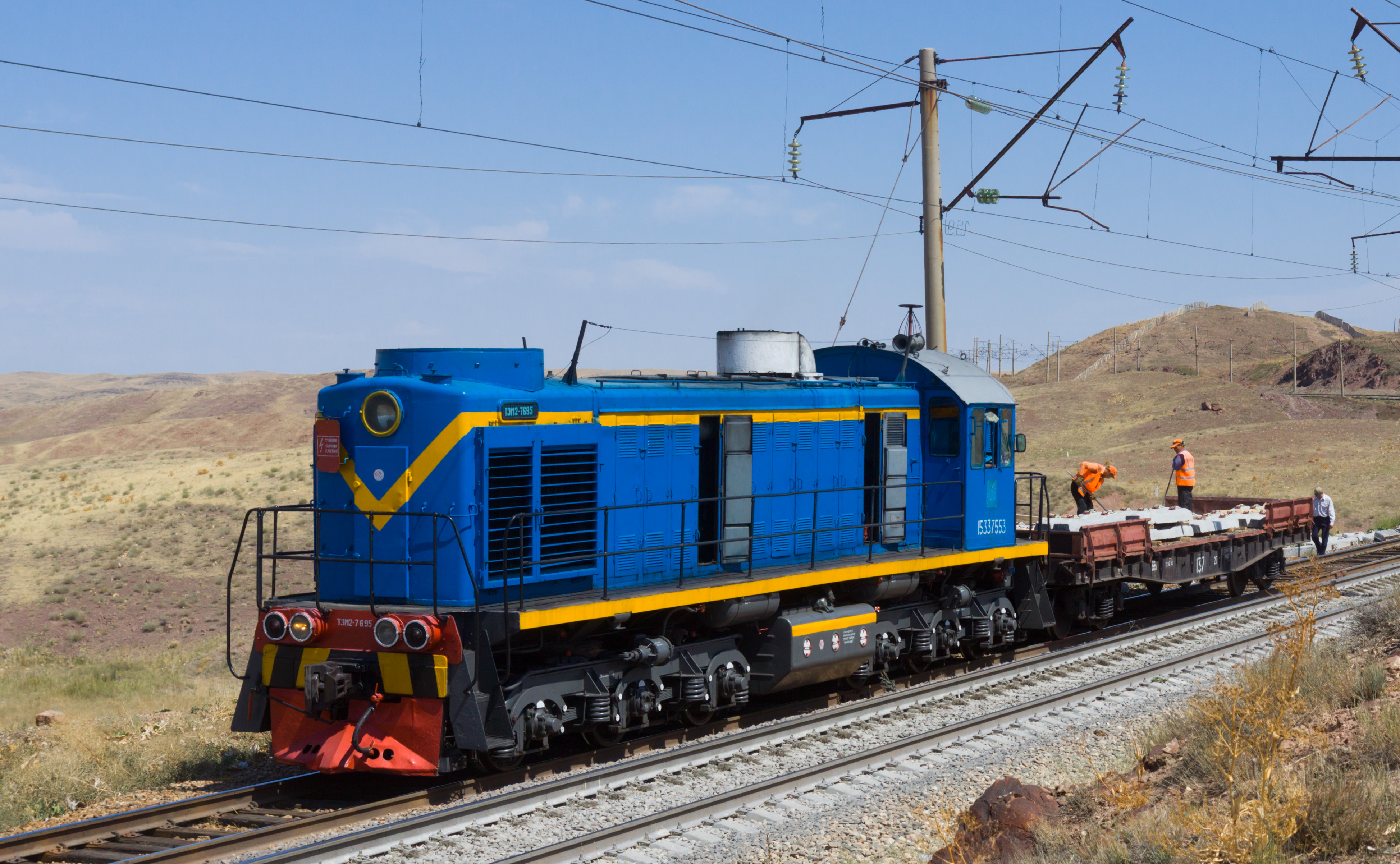
TEM2 "Tamara"